# DC Super Hero Girls
DC Super Hero Girls è un franchise di fashion doll e action figure a tema supereroistico creata da DC Comics e controllata da Time Warner e Mattel, lanciata nel terzo trimestre del 2015.

## Premessa
Alla Super Hero High, gli eroi dell'Universo DC frequentano le lezioni e affrontano tutte le difficoltà della crescita (con lo stress aggiunto di possedere dei superpoteri).

## Sito web
Il sito web è stato descritto come "attesissimo" ed è stato lanciato all'inizio di luglio 2015. I personaggi presenti al momento del lancio sono stati Wonder Woman, Supergirl, Batgirl, Harley Quinn, Bumblebee, Poison Ivy e Katana. Appaiono anche altri personaggi, tra cui Cheetah, Catwoman, Hawkgirl, Star Sapphire, Hal Jordan, Beast Boy e Cyborg. Amanda Waller è descritta come la preside di Super Hero High nella serie; nella facoltà è incluso l'insegnante Red Tornado e Crazy Quilt. Molti altri supereroi e supercriminali della DC Comics appaiono come camei.

## Webserie
Il franchise ha una serie di corti animati su YouTube e sul suo sito pubblicata dal 1º ottobre 2015 fino al 27 dicembre 2018 per un totale di 112 episodi.